# 鼎冠邑
鼎冠邑（：／ Jeonggwan eup */?），韩国釜山广域市机张郡所辖的一个邑。东临长安邑，南邻日光面、铁马面，总面积38.22km²，总人口9,348户，26,444人(2011.10)。包含10个法定里、32个行政里。